# 成吉思汗 (歌曲)
《成吉思汗》（德語：Dschinghis Khan）是德国乐队“成吉思汗”于1979年歐洲歌唱大賽代表德国的参赛曲，后于1979年3月收录于专辑“成吉思汗”。该曲在西德取得单曲榜第一，在奥地利、芬兰、挪威、瑞士取得单曲榜单前十的成绩。该曲曾被翻成各种语言版本。

## 榜单
| 榜单（1979）                         | 最高位 |
| ------------------------------------ | ------ |
| 奥地利（Ö3四十强单曲榜）             | 8      |
| 比利时佛兰德（Ultratop五十强单曲榜） | 20     |
| 芬兰（芬兰官方榜单）                 | 5      |
| 挪威（世道單曲榜）                   | 3      |
| 瑞士（瑞士热门音乐榜）               | 3      |
| 西德（GfK娱乐榜单）                  | 1      |

| 榜单（1979）           | 排名 |
| ---------------------- | ---- |
| 西德（西德官方單曲榜） | 6    |

## 翻唱

### 粤语版
该曲曾被收录在华纳、百代两大唱片公司合作制作的林子祥精选专辑集《Show Off 3CD 超强版》中，位于CD2中的第2曲。其明快節奏使其成為林子祥其中一首熱門的歌曲，《成吉思汗》亦是林子祥少數非主要改編自英語歌曲的廣東歌，另一首是在同一張專輯裡的《世運在莫斯科》。

### 官話版
- 成吉思汗（歌手：爱慧娜）1980年
- 成吉思汗（歌手：張蝶）：该曲收录于张蝶的首张专辑《冰与火》，并成为张蝶的成名曲之一[9]。
- 成吉思汗（歌手：羅百吉）：直接使用了林子祥粵語版本歌詞。
- 向前衝（歌手：方正＆許不了）： 收录于《歡樂大兵(滾石 歡樂英雄 系列第二輯)》。
- 少年先鋒（歌手：張真）
- 台灣中華職棒Lamigo桃猿隊的應援曲《我是老大》。

### 其他語言
- （日語，歌手：Berryz工房組合）
- Tsingis Khan芬兰语，歌手：Frederik